# Pedro (mestre dos soldados)
Pedro (em latim: Petrus) foi um oficial bizantino, ativo durante o reinado dos imperadores Anastácio I Dicoro (r. 491–518), Justino I (r. 518–527) e Justiniano (r. 527–565). Originalmente um vassalo do Império Sassânida, foi capturado pelos bizantino e tornar-se-ia subordinado de Justiniano. Nos anos 520, foi nomeado mestre dos soldados e recebeu a fracassada missão de auxiliar Gurgenes contra os ataques sassânidas. Desapareceu das fontes até os anos 540, quando foi um dos generais da Guerra Lázica.

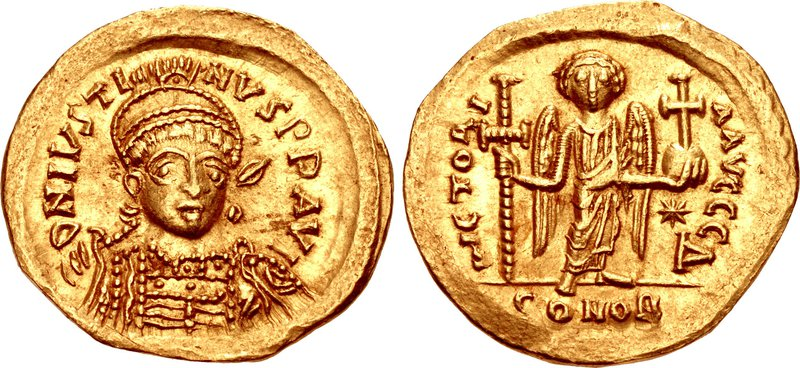
Soldo de r.

## Vida
Um nativo de Arzanena, quando jovem era um vassalo do Império Sassânida, porém foi capturado em 504 pelo futuro imperador Justino I na Guerra Anastácia. Justino tratou-o com generosidade e enviou-o à escola. Quando Justino era conde dos excubitores, tornar-se-ia seu secretário, e após sua ascensão, seria nomeado mestre dos soldados vacante; Procópio relata, contudo, que sua nomeação fez-o avarento. Em 526 ou 527, foi enviado com alguns hunos para Lázica para auxiliar o rei da Ibéria Gurgenes contra os ataques sassânidas. Suas forças eram inadequadas e os ibéricos foram derrotados, levando à sua reconvocação para Constantinopla.

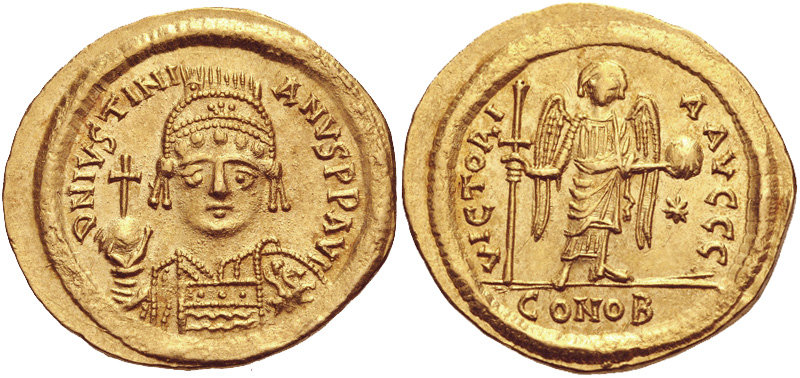
Soldo de Justiniano r.

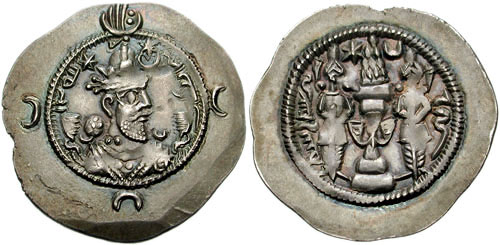
Dracma de r.

Os autores da Prosopografia do Império Romano Tardio sugerem que teria sido nesta ocasião que Pedro retornou para Constantinopla com alguns hunos após jurar-lhes que não o faria, um evento descrito ca. 533. Foi mais tarde enviado para Lázica para defender os lazes contra os sassânidas após Ireneu e outros generais serem derrotados no país ca. 528. Conseguiu uma vitória sobre os sassânidas, porém irritou os lazes por sua arrogância. Foi então reconvocado por Justiniano (r. 527–565).
Em 541 a 544, foi um dos comandantes dos exércitos romanos na Guerra Lázica. Em 541, ele e Buzes incitaram que Belisário reunisse os exércitos bizantinos e atacasse o território persa. Mais adiante, desobedeceu as ordens de Belisário e montou acampamento próximo de Nísibis, mas longe do exército principal. Os persas que viriam a ocupar a cidade, marcharam e derrotaram-no, e eles capturaram o estandarte de Pedro, que foi exposto numa das torres de Nísibis e adornado jocosamente com salsichas.
Mais adiante, em 542, Pedro e João, o Glutão fizeram alegações que Belisário e Buzes haviam declarado falta de vontade em aceitar um imperador nomeado em Constantinopla caso, como temiam, Justiniano tivesse perecido de praga. Tais alegações causaram a reconvocação e demissão de ambos. Em 543, uniu-se a Martinho e os demais generais próximo de Citarizo para discutir um ataque ao Império Sassânida. Em decorrência da não conclusão das discussões, Pedro reuniu suas tropas e marchou à Pérsia sem informar seus companheiros. Na resultante Batalha de Anglo, na qual os bizantinos foram derrotados, comandou a ala direita. Estava em Edessa no ano seguinte com Martinho e Perânio quando ela foi sitiada pelo xá Cosroes I (r. 531–579). Cosroes demandou que Pedro e Perânio fossem rendidos a ele por terem sido antigos vassalos seus.